# Chloroclystis azumai
Glaucoclystis azumai là một loài bướm đêm trong họ Geometridae.